# Mbacké

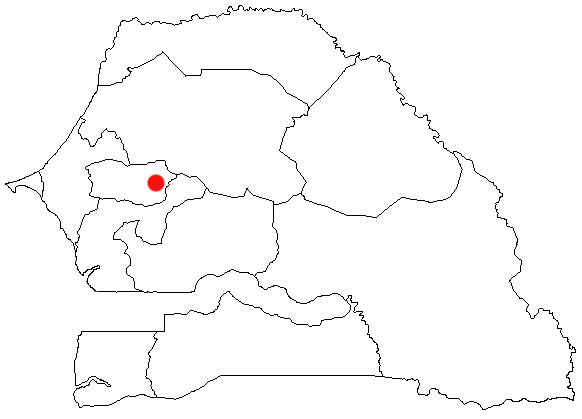
Mbackés läge i Senegal.

Mbacké är en stad i Senegal och är belägen i regionen Diourbel. Den hade 77 256 invånare vid folkräkningen 2013, och gränsar i nordost till den betydligt större grannstaden Touba.